# Polycera risbeci
Polycera risbeci is een slakkensoort uit de familie van de Polyceridae. De wetenschappelijke naam van de soort is voor het eerst geldig gepubliceerd in 1941 door Odhner.